# Craste (rivière)
Pour les articles homonymes, voir Craste (homonymie).
Le ruisseau de la Craste est un cours d'eau qui traverse le département des Landes et un affluent gauche du Bez dans le bassin versant de l'Adour.

## Géographie
D'une longueur de 12,3 kilomètres, il prend sa source sur la commune de Solférino (Landes), à l'altitude 83 mètres.
Il coule du nord-ouest vers le sud-est sous le nom de ruisseau du Moulin Neuf et se jette, sous le nom de ruisseau de Barreyre dans le Bez à Arjuzanx (Landes), à l'altitude 60 mètres.

## Communes et cantons traversés
Dans le département des Landes, le ruisseau de la Craste traverse trois communes et deux cantons : dans le sens amont vers aval : Solférino (source), Morcenx et Arjuzanx (confluence).
Soit en termes de cantons, le ruisseau de la Craste prend source dans le canton de Sabres et conflue dans le canton de Morcenx.

## Affluents
Le ruisseau de la Craste a un affluent référencé :
- le ruisseau du Grand Commanday (rg).